# 메리 1세 (스코틀랜드)
스코트인의 여왕 메리(스코트어: Mary, Queen of Scots, 1542년 12월 8일 - 1587년 2월 8일)는 스튜어트 왕가 출신의 스코틀랜드의 여왕(재위: 1543년 ~ 1567년)이자 프랑스의 왕비이다. 본명은 메리 스튜어트(스코트어: Mary Stuart)이고 스코틀랜드의 메리 1세(스코트어: Mary I o Scotland)로도 불리며 훗날 잉글랜드와 스코틀랜드의 공동 왕이 되는 제임스 1세(스코틀랜드로는 제임스 6세)의 어머니이다. 잉글랜드 헨리 7세의 증손녀이며 엘리자베스 1세의 5촌 조카이다. 잉글랜드의 왕위 계승권을 놓고 지속적으로 신경전을 벌여 엘리자베스 1세와는 숙명의 라이벌이라는 평가가 있다.
프랑스의 왕비였으나 남편인 프랑수아 2세가 사망한 후 1561년에 스코틀랜드로 귀국하여 여왕으로서 통치를 하였다. 스코틀랜드 귀족들과의 권력다툼에서 패하여 1568년에 잉글랜드로 망명하였다. 이후 18년간 망명생활을 하였으나 반역행위에 연루되어 1587년에 잉글랜드에서 참수당하였다.

## 생애

### 출생
메리는 스코틀랜드 왕국 린리스고에 있는 린리스고 궁전(Linlithgow Palace)에서 부왕 제임스 5세와 모후 프랑스의 명문 귀족 출신 마리 드 기즈 공녀의 딸로 태어났다. 제임스 5세는 메리가 태어난 지 6일 만에 숨을 거두었다. 1543년 9개월의 아기였던 메리는 대관식을 치르고 스코틀랜드의 여왕이 되었다. 아란 백작 제임스 해밀턴과 메리의 모후 마리가 섭정을 했다.
메리는 잉글랜드의 왕 헨리 8세의 협박에 가까운 추진으로 그의 아들 웨일스 공 에드워드와 약혼했다. 그러나 헨리 8세가 노골적으로 스코틀랜드에 대한 합병 야욕을 드러내자 동맹도 약혼도 깨졌고 스코틀랜드와 잉글랜드의 외교관계가 급격히 악화되었다. 1547년 9월 10일, 스코틀랜드군은 잉글랜드군과 싸워 대패하였으며 이 전투가 브리튼 제도 최초의 근대적 전투라 불리는 핑키 클로 전투이다.

### 프랑스로 망명
딸 메리를 염려한 모후 마리 드 기즈는 잉글랜드의 숙적인 프랑스에 도움을 청했다. 1548년 메리는 프랑스의 왕 앙리 2세의 아들 도팽 프랑수아와 약혼한다. 그 해 메리는 스코틀랜드를 떠나 프랑스로 건너갔으며 모후가 섭정으로서 스코틀랜드 왕위를 지켰다. 메리는 외할머니 앙투아네트 드 방돔 백작 영애를 의지하여 프랑스 궁정에서 양질의 교육을 받았다.

### 프랑스, 유년 시절
유럽 궁정 문화의 최첨단을 걷는 프랑스 궁정에서 메리는 총명한 소녀로 자라났다. 프랑스어, 라틴어, 그리스어, 스페인어, 이탈리아어를 유창하게 구사할 수 있었고 문학, 사냥, 승마, 바느질, 악기에도 능했다. 메리는 당대 왕녀들 중 가장 아름답고 키가 크고 늘씬하기로도 유명했다. 성인이 된 메리는 180cm가 훨씬 넘는 큰 체격을 지니고 있었다. 엘리자베스 1세 본인도 170cm가 넘는 장신인지라 자신의 키에 강한 긍지와 자부심이 있었는데 그런 엘리자베스 1세를 웃도는 큰 키로 인해 엘리자베스 1세를 놀라게 했다.
프랑스에 온 지 10년 만인 1558년 스코틀랜드의 여왕 메리와 프랑스의 도팽 프랑수아의 결혼식이 열렸다. 다음 해 앙리 2세가 사망하고 도팽 프랑수아는 프랑스의 왕 프랑수아 2세로, 메리는 프랑스의 왕비로 즉위하였다.

### 스코틀랜드로의 귀국
프랑수아 2세가 오래 살지 못하고 즉위한 지 1년 만인 1560년 세상을 떠나자 메리는 1561년에 스코틀랜드로 돌아왔다. 시어머니 카트린 드 메디시스와의 갈등이 심해졌을뿐만 아니라 프랑스에서 미망인으로 살기보다는 스코틀랜드의 여왕으로서 살고 싶었기 때문이었다. 그러나 친모인 마리 드 기즈가 1560년에 사망한 후였고 스코틀랜드는 잉글랜드와의 영토분쟁뿐만 아니라 개신교와 로마 가톨릭 사이의 충돌로 종교 분쟁이 끊이지 않는 혼란한 상태였다. 메리는 종교분쟁을 가라앉히고 분열된 귀족들을 하나로 모으려고 애썼다. 로마 가톨릭교회를 믿었으나 개신교 신자들에게도 너그러운 종교정책을 취했다. 잉글랜드와의 국가 관계 개선을 위해 여러 번 엘리자베스 1세와의 만남을 시도하기도 했으나 직접 만나지는 못했다.

### 두번의 결혼
1565년 7월 29일, 메리는 사촌 동생 단리 경 헨리 스튜어트와 혼인하였다. 제4대 레녹스 백작 매슈 스튜어트의 장남으로 로마 가톨릭 신자 단리는 메리와 마찬가지 잉글랜드의 헨리 7세의 후손이었고 메리의 족친이기는 하나 또한 그녀와는 씨다른 중표남매이자 내삼종질간이요 증외고외가쪽으로 삼종간이기도 했다.
스코틀랜드 여왕과 또 다른 잉글랜드 왕족의 후손의 결혼은 잉글랜드의 엘리자베스 1세의 정치적 입지를 위협할 우려가 있었다. 그 해 8월 이 결혼에 불만을 품은 메리의 이복형제 머리 백작 제임스 스튜어트는 다른 개신교 귀족들을 모아 반란을 일으켰으나 메리는 반란을 진압했다.
1566년, 메리는 임신했다. 메리의 부군 단리는 자신이 왕의 칭호를 받아야 한다고 주장했지만 받아들여지지 않자 메리에게 앙심을 품었다. 그는 메리가 아이를 유산하고 그 후유증으로 죽어야만 자신이 왕위에 오를 수 있다고 생각하게 되었다.
그해 3월, 단리는 귀족들과 짜고 메리의 앞에서 그녀의 두터운 신뢰를 받고 있던 비서관 데이비드 리지오를 살해했다. 단리와 그의 동조자들에게 감금되었던 메리는 무사히 아들 제임스를 낳았다. 그리고 단리를 설득해 함께 탈출하는 데 성공하고 음모의 주모자 단리가 갑자기 편을 바꾸자 귀족들은 분노했다.
다음 해인 1567년 2월, 단리는 목이 졸린 시체로 발견되었다. 단리의 살해 사건에는 보스웰 백작 제임스 헵번이 결정적인 역할을 했을 것이라고 추정된다. 그해 4월 보스웰은 메리를 납치해 강간한 뒤 결혼을 강요했다. 추문을 방지하기 위해 메리는 보스웰과 결혼할 수밖에 없었다. 헨리 스튜어트가 죽은 지 얼마 되지 않아 남편을 죽인 보스웰과 결혼했다는 사실 때문에 메리의 인기는 현저히 떨어졌다. 백성들 사이에서는 메리가 보스웰과 짜고 전 남편을 죽였다는 유언비어가 퍼졌다.

### 잉글랜드로의 망명
1567년 6월, 메리의 이복오빠 머리를 비롯해 귀족들이 다시 반기를 들었다. 메리는 무력분쟁을 피하기 위해 귀족들의 조건을 수락했다. 보스웰은 풀려났다. 그러나 귀족들은 약속을 어기고 메리를 감금했다. 보스웰의 아이를 임신 중이던 메리는 유폐 생활 중 쌍둥이를 유산했고, 협박에 못이겨 왕위에서 물러났다. 그녀의 1살짜리 아들 제임스가 스코틀랜드의 제임스 6세로 왕위를 물려받았다. 1568년 메리는 탈출해 군대를 소집하여 진압을 시도했다. 그러나 반란군과의 전투에서 패배하자 메리는 주위의 만류에도 불고하고, 잉글랜드의 엘리자베스 1세에게 도움을 청하며 잉글랜드로 망명하였다.

### 엘리자베스 1세와의 관계
독실한 로마 가톨릭 신자인 메리는 잉글랜드 여왕 엘리자베스 1세의 5촌 조카이다. 메리는 헨리 7세의 증손녀이었기 때문에 잉글랜드의 왕위 계승권도 있었다.(자세한것은 첨부된 가계도 참고요망) 엘리자베스 1세는 왕위에는 올랐지만 엘리자베스 1세의 친어머니는 간통죄 누명으로 처형당한 앤 볼린이었기 때문에 여전히 선왕 헨리 8세의 사생아로 여겨졌다. 엘리자베스는 또한 개신교를 옹호했다. 때문에 로마 가톨릭을 신봉하는 쪽에서는 적자의 혈통을 잇고, 로마 가톨릭 교도인 메리 스튜어트가 잉글랜드의 정통 왕위 계승자라고 여겼다. 그래서 잉글랜드의 엘리자베스 1세는 1561년에 스코틀랜드로 귀국한 메리를 지속적으로 경계하고 있었다.

## 혼맥과 왕위계승

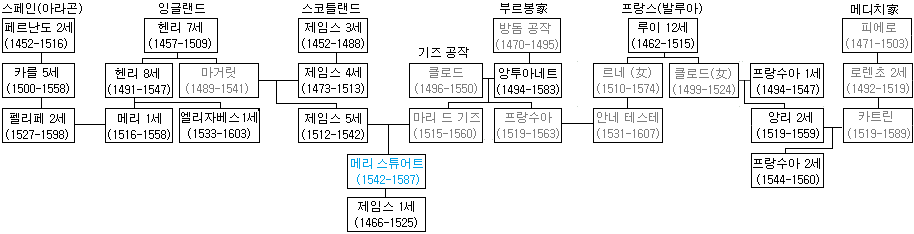
메리 스튜어트의 혼맥

부계를 통해 스코틀랜드 왕가의 혈통을 물려받았기에 생후 9개월만에 여왕에 등극할 수 있었다. 모계를 통해서는 프랑스 카페 왕조의 방계 부르봉 공작가의 방계 부르봉방돔 백작가의 혈통을 물려받았다. 당사자 메리 스튜어트는 1548년에 프랑스 국왕 앙리 2세의 장남인 도팽 프랑수아와 약혼을 한 후 1558년에 결혼을 하였다.
그후 부군이 프랑스 국왕에 즉위하자 프랑스 발루아 왕가의 왕비가 되었다. 어머니 마리 드 기즈는 16세기에 급부상하여 프랑스의 명문 귀족 가문이 된 기즈 가문의 초대 기즈 공작 클로드의 딸이다. 메리의 외할머니 앙투아네트는 부르봉방돔 백작가의 영애로서 메리가 프랑스에 망명하여 보낸 유년시절에 많은 조언을 해주었고 양질의 교육을 받게 해준 후원자 겸 멘토였다. 메리는 외할머니를 롤모델로 삼았다고 한다.
외삼촌인 2대 기즈 공작 프랑수아는 루이 12세의 손녀와 결혼하여 기즈가문과 발루아 왕가와는 이미 사돈 관계를 맺고 있었다. 메리의 시어머니 카트린 드 메디시스는 이탈리아 명문가인 메디치가 출신이였다. 메리는 자신의 타고난 혈통에 대해 지나친 자부심과 우월감을 가지고 있었다. 그래서 시어머니를 이탈리아의 장사꾼 가문 출신이라고 무시를 했다고도 한다. 이것 때문에 시어머니와는 사이가 좋치 못했고 이런 고부간의 갈등이 훗날 프랑수아 2세가 사망한 후 메리가 스코틀랜드로 귀국을 결심하게 되는 원인이 되기도 했다.
메리의 할머니 마거릿은 헨리 7세의 딸이기 때문에 메리는 잉글랜드 왕가 혈통도 물려받았다. 그에 비해 엘리자베스 1세는 생모 앤볼린이 사형을 당하며 사생아의 꼬리표를 달게 되었기 때문에, 메리는 자신이 정통성을 가진 잉글랜드의 왕이라고 하며 왕관에 잉글랜드 튜터 왕가의 문장을 새겨 넣기도 하였다. 이로 인해 일생토록 엘리자베스 1세와 지속적으로 경쟁관계를 형성하는 숙명의 라이벌로서 신경전을 이어나갔다. 메리가 1568년에 잉글랜드로 망명을 온후에 지속적으로 당고모 엘리자베스 1세를 만나 관계 개선을 시도하였으나 단 한번도 두 사람은 직접 만난 적이 없다고 한다.

## 사망
잉글랜드로 망명한 메리는 잉글랜드에 도착하자마자 칼라일 성에 감금되었다. 메리는 5촌 고모인 엘리자베스 1세와의 관계 개선을 꾀하며 유폐에서 벗어나려고 노력했지만 엘리자베스 1세의 반응은 냉담했다. 엘리자베스 1세는 메리를 싫어했고 경계했다. 메리는 과거에 프랑스 왕가를 등에 업고 잉글랜드 왕위 계승권 시비를 일으켰었고, 잉글랜드 내에서도 엘리자베스 1세에게 불만을 품은 세력들은 메리가 잉글랜드에 망명온 이후에 그녀를 구심점으로 삼아 반란을 일으키려는 시도가 수차례 있었기 때문이다.
십여년간 이어진 메리의 유폐생활동안 엘리자베스 1세는 스코틀랜드의 분쟁을 부추기고는 있었지만, 메리를 죽일 생각은 없었다. 프랑스나 스페인과의 극한 대립을 피하고자 했기 때문이다. 또한 군주에 대한 형사적 책임 추궁이 군주의 근본적 권위를 손상시킨다고 보았다. 메리는 엘리자베스 1세에게 여러 통의 편지를 썼으나 단 한번도 답장을 받지 못했다. 메리의 유폐 생활이 셰필드에서 10여년간 지속되던중 메리의 세 번째 남편 보스웰 백작이 1580년 덴마크 감옥에서 숨을 거두었다는 소식이 들려왔다.
1585년 8월, 잉글랜드는 네덜란드와 넌서치 조약을 체결하며 네덜란드가 스페인을 상대로 벌이고 있는 독립전쟁에 대해 군사적, 경제적 지원을 시작하였다. 이로 인해 스페인과 잉글랜드 사이에는 갈등이 본격적으로 시작되었다. 스페인 펠리페 2세는 잉글랜드 본토인 브리튼 섬에 대한 정복을 목적으로 선전포고를 하였고, 잉글랜드 정복에 성공할 경우에 메리 스튜어트와 결혼을 하거나 가톨릭 교도인 메리를 잉글랜드 국왕으로 등극시키려는 계획을 가지고 있었다.
이런 계획을 사전에 인지한 엘리자베스 1세는 메리가 다른 유력자와의 결혼을 통해 자신의 왕위를 노리지 못하도록 하기 위하여 메리를 반역죄로 재판에 넘겼다. 이때 제시되었던 증거들이 진짜인지 또는 위조된 것인지는 아직까지 의견이 분분하다. 메리는 재판에서 끝까지 결백을 주장했지만 유죄 판결을 받았다. 1587년 2월 8일, 메리 1세는 로마 가톨릭교회에서 순교를 상징하는 짙은 적색의 드레스를 입고 노스햄프턴셔의 사형장에서 참수당했다.
로마 가톨릭 신자인 메리 1세의 사형 소식이 전해지자 스체인의 펠리페 2세는 사생아이자 이단인 엘리자베스 1세를 축출하는 것은 정당하며, 잉글랜드 왕위계승에 정통성이 있는 메리 스튜어트를 죽인것에 대해 책임을 져야 한다고 주장하였고 이를 전쟁의 명분으로 삼았다. 1587년 4월에 잉글랜드가 스페인의 카디스 항을 급습하며 양국의 갈등은 극단의 상황으로 전개되었다. 이후 1588년에 벌어진 칼레해전에서 예상과 달리 잉글랜드는 스페인의 무적함대를 격퇴시켰다. 양국간의 갈등은 향후에도 지속되었다.
1603년, 엘리자베스 1세가 사망하자 메리 1세의 아들 제임스 6세는 엘리자베스 1세의 뒤를 이어 잉글랜드의 제임스 1세로 즉위하면서 잉글랜드와 스코틀랜드의 공동군주가 되었다. 제임스 1세는 모왕의 시신을 웨스트민스터 사원에 안장했다.

## 등장 작품
- 메리 퀸 오브 스코틀랜드 - 배우: 시얼샤 로넌